# Newelśke
Newelśke (ukr. Невельське) – osiedle na Ukrainie, w obwodzie donieckim, w rejonie pokrowskim, w hromadzie Oczeretyne. W 2001 liczyło 286 mieszkańców.